# 鷲野米太郎

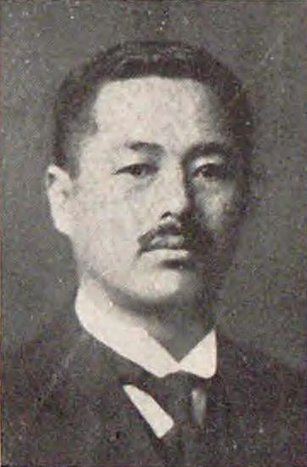
鷲野米太郎

鷲野 米太郎（わしの よねたろう、1883年（明治16年）7月2日 - 1937年（昭和12年）4月3日）は、日本の衆議院議員（実業同志会→国民同志会→立憲政友会）。実業家。弁護士。

## 経歴
高知県安芸郡吉良川村（現在の室戸市）に楠武三郎の長男として生まれ、鷲野繁馬の養子となった。1909年（明治42年）、東京高等師範学校を卒業し、小学校訓導、台湾総督府国語学校助教諭、同中学校教諭を歴任した。1915年（大正4年）、京都帝国大学法科大学独法科を卒業し、京都府属となった。高等文官試験に合格し、愛宕郡長、京都市助役を歴任した。
1924年（大正13年）、第15回衆議院議員総選挙に出馬し、当選。第17回、第18回でも再選された。
その他に北大阪電気鉄道株式会社専務取締役、神戸信託株式会社取締役、太平洋海上火災保険株式会社専務取締役、旭日生命保険専務取締役、京都捺染工業株式会社取締役、昭和金鉱株式会社監査役、日本放送協会関西支部理事などを務めた後、日本防水化学研究所所長・大原防水工業株式会社社長としてコロイド化学の研究に取り組んだ。